# Einmal leben
Einmal leben ist ein im Jahr 1999 vom BR produzierter deutscher Fernsehfilm von Franz Xaver Bogner.

## Handlung
Zusammen mit ihrem Mann führt die Bäuerin Anna Meier ein arbeitsreiches Leben. Die Kinder sind mittlerweile erwachsen, aber trotz all der Mühen steht der Hof vor dem Ruin.
Bei einer Routineuntersuchung erfährt Anna die erschütternde Diagnose – Krebs; sie hat möglicherweise noch ein Jahr zu leben. Ohne ihrer Familie etwas davon zu erzählen, fährt sie in eine Münchner Klinik. Doch die Schilderungen einer Leidensgenossin lassen sie Hals über Kopf aus dem Krankenhaus fliehen.
Einmal, bevor es endgültig zu spät ist, will Anna ihr Leben genießen und logiert in einem Nobelhotel. Der Portier Karl Ziegler erfüllt ihr ihre Kindheitsträume. Am Ende stellt sich heraus, dass die Diagnose einer namensgleichen Patientin galt.

## Auszeichnungen
Kathi Leitner erhielt für ihre Rolle der Anna Meier 1999 den Bayerischen Fernsehpreis.